# Cymothoe bipartita
Cymothoe bipartita är en fjärilsart som beskrevs av Van Someren 1939. Cymothoe bipartita ingår i släktet Cymothoe och familjen praktfjärilar. Inga underarter finns listade i Catalogue of Life.